# Ріш (Цуг)
Ріш (нім. Risch) — місто  в Швейцарії в кантоні Цуг.

## Географія
Місто розташоване на відстані близько 80 км на схід від Берна, 8 км на південний захід від Цуга.
Ріш має площу 14,9 км², з яких на 28,9% дозволяється будівництво (житлове та будівництво доріг), 54,6% використовуються в сільськогосподарських цілях, 14,6% зайнято лісами, 1,9% не є продуктивними (річки, льодовики або гори).

## Демографія
2019 року в місті мешкало 10 990 осіб (+21% порівняно з 2010 роком), іноземців було 26,7%. Густота населення становила 740 осіб/км².
За віковим діапазоном населення розподілялося таким чином: 20,5% — особи молодші 20 років, 66,5% — особи у віці 20—64 років, 13% — особи у віці 65 років та старші. Було 4601 помешкань (у середньому 2,4 особи в помешканні).
Із загальної кількості 13 035 працюючих 137 було зайнятих в первинному секторі, 5064 — в обробній промисловості, 7834 — в галузі послуг.